# Gmina Skævinge
Gmina Skævinge (duń. Skævinge Kommune) była w latach 1970-2006 (włącznie) jedną z gmin w Danii w okręgu Frederiksborg Amt. 
Siedzibą władz gminy było miasto Skævinge. 
Gmina Skævinge została utworzona 1 kwietnia 1970 na mocy reformy podziału administracyjnego Danii.  Po kolejnej reformie w 2007 r. weszła w skład gminy Hillerød.

## Dane liczbowe
- Liczba ludności: (♀ 3048 + ♂ 2998) = 6046
  - wiek 0-6: 11,0%
  - wiek 7-16: 15,0%
  - wiek 17-66: 65,0%
  - wiek 67+: 9,0%
- zagęszczenie ludności: 88,9 osób/km² (2004)
- bezrobocie: 3,0% osób w wieku 17-66 lat
- cudzoziemcy z UE, Skandynawii i USA: 155 na 10 000 osób
- cudzoziemcy z krajów Trzeciego Świata: 165 na 10 000 osób
- liczba szkół podstawowych: 3 (liczba klas: 43)